# Sant Llorenç de Morunys
Sant Llorenç de Morunys (spanisch San Lorenzo de Morunýs) ist eine spanische Gemeinde (municipio) der Provinz Lleida im Innern der autonomen Region Katalonien. Sant Llorenç de Morunys hat 1.003 Einwohner (Stand: 2024). 

## Lage
Sant Llorenç de Morunys liegt etwa 115 Kilometer nordöstlich von Lleida und etwa 105 Kilometer nordnordwestlich von Barcelona in den Pyrenäen in einer Höhe von ca. 925 m. Östlich der Gemeinde fließt der Cardener, der sich in den Stausee Pantà de la Llosa del Cavall ergießt.

## Bevölkerungsentwicklung
| Jahr        | 1900 | 1950 | 1970 | 1981 | 1991 | 2001 | 2011 | 2021 |
| ----------- | ---- | ---- | ---- | ---- | ---- | ---- | ---- | ---- |
| Einwohner   | 769  | 665  | 811  | 888  | 861  | 903  | 1032 | 985  |
| Quelle: INE |      |      |      |      |      |      |      |      |

## Sehenswertes
- Alte Ortsbefestigung
- Reste des Benediktinerklosters
- Laurentiuskirche
- Jakobuskapelle
- Kapelle der Pietà
- Wallfahrtskirche

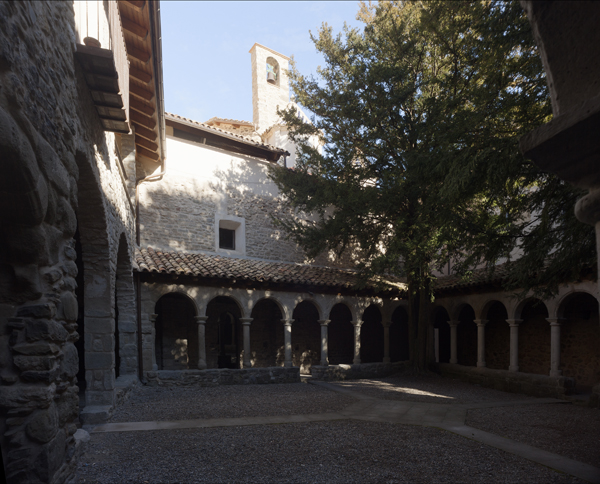
Klosterreste
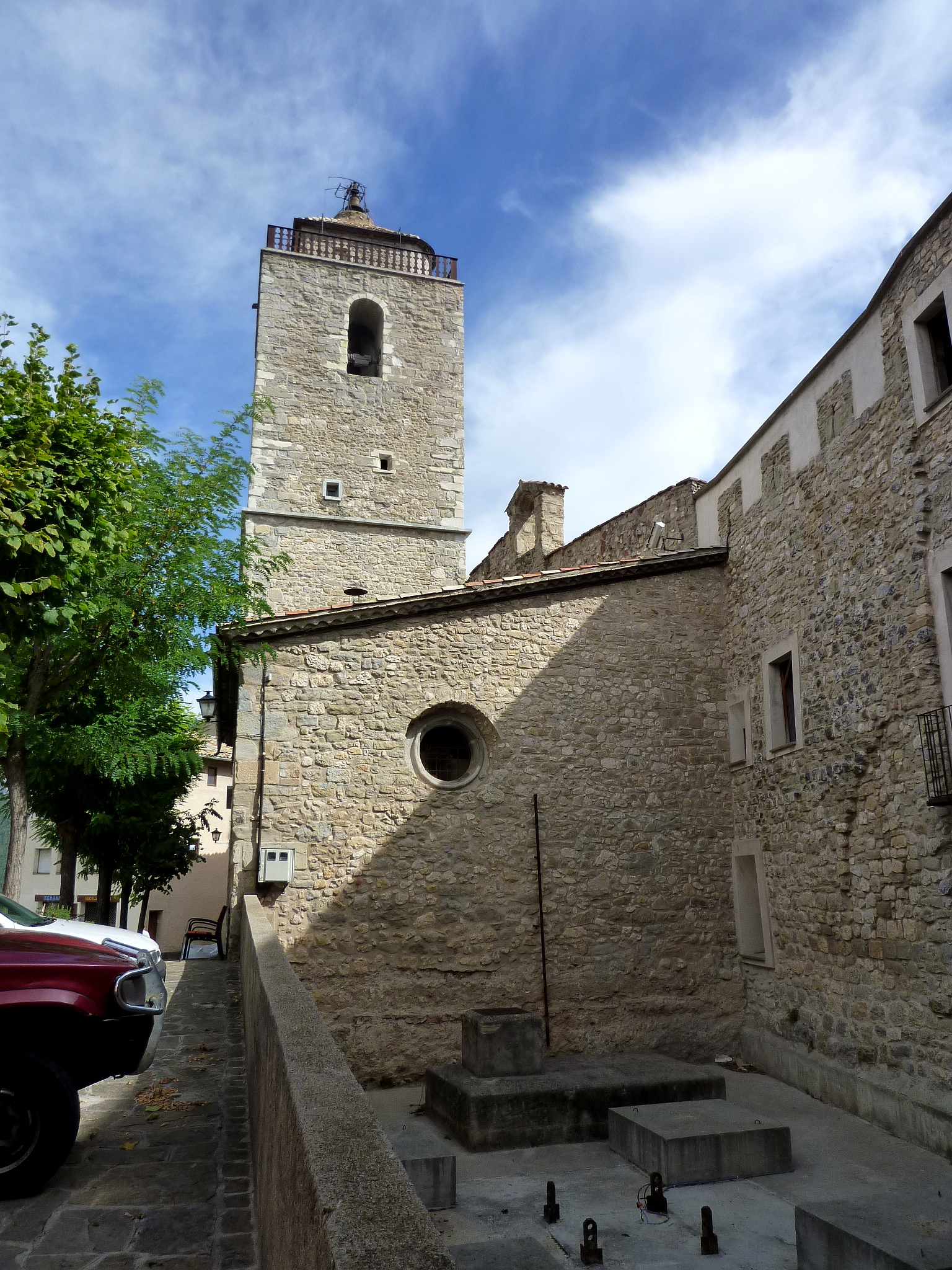
Laurentiuskirche
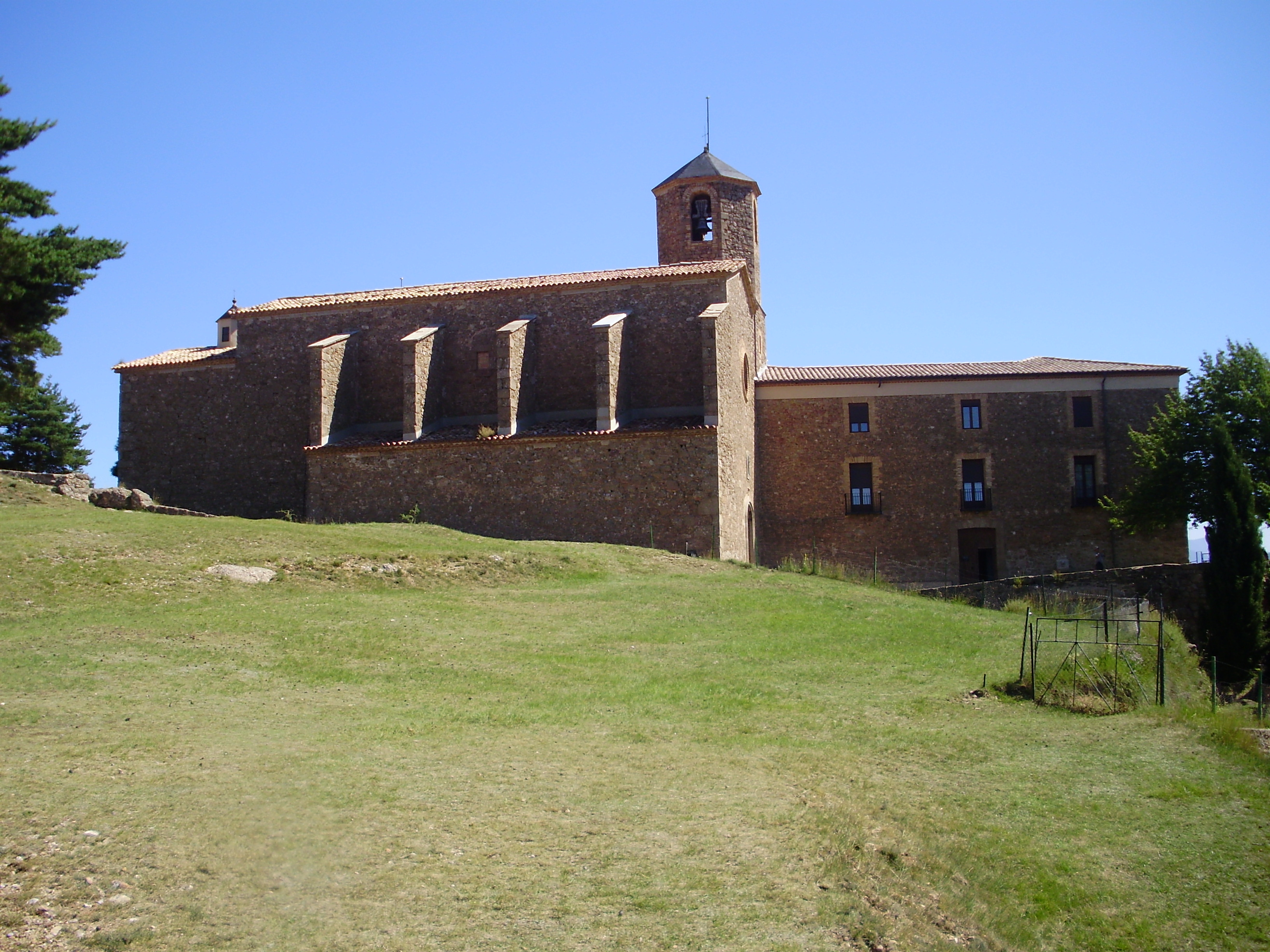
Wallfahrtskirche
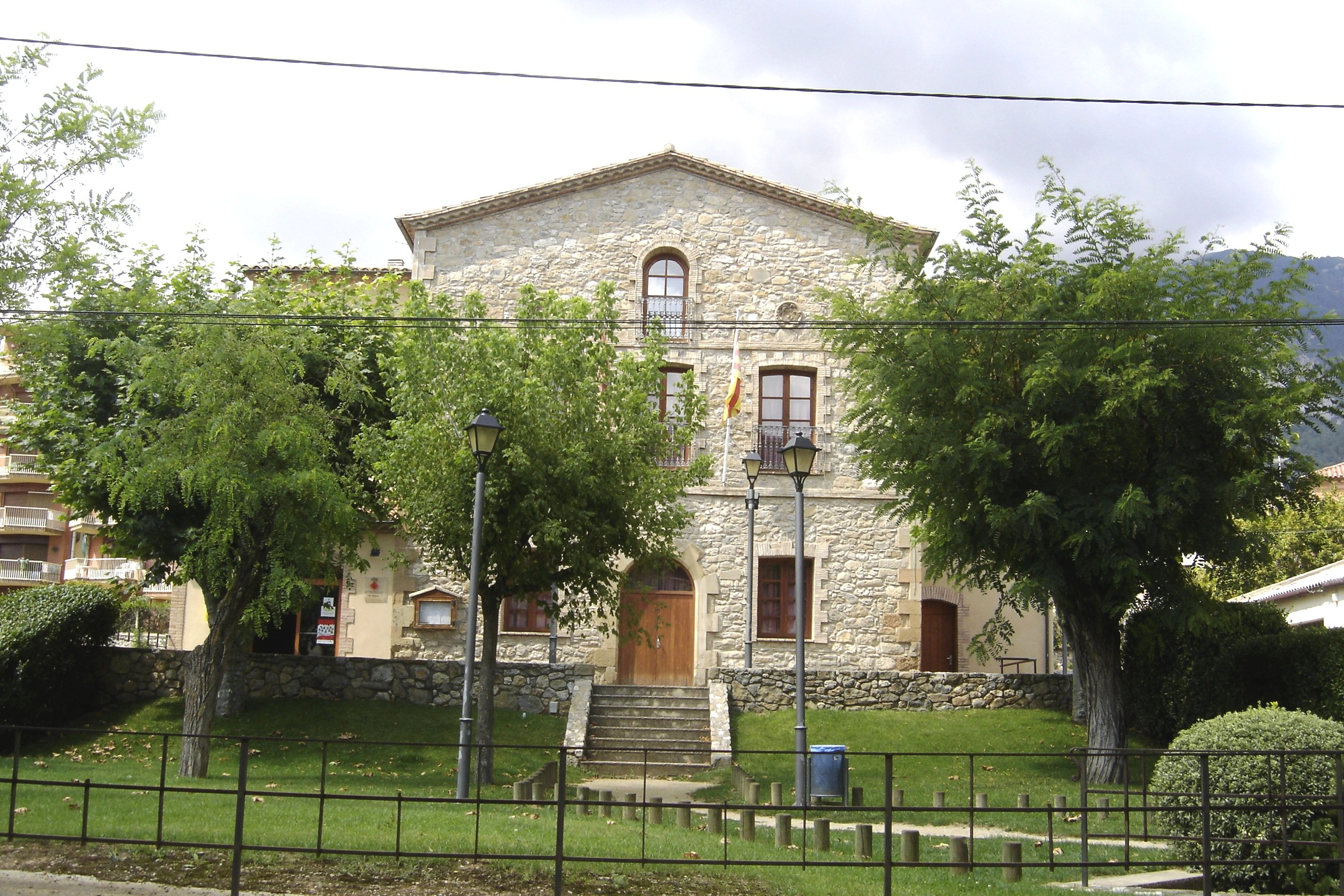
Rathaus